# Midori Goto

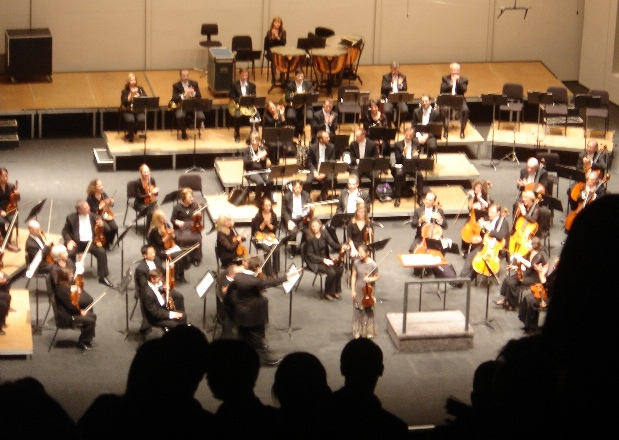
Midori terwijl ze een staande ovatie krijgt bij het San Antonio Symphony in het Majestic Theatre, San Antonio, in september 2007.

Midori Goto (Osaka, 25 oktober 1971) is een Japanse violiste.
Midori Gotō kreeg haar eerste vioollessen van haar moeder, Setsu Gotō, die al ontdekte dat ze muzikaal begaafd was toen ze 2 jaar was, toen ze haar een thema van Bach hoorde neuriën, dat ze een paar dagen eerder had gerepeteerd. Haar broer, Ryu Gotō is ook concertviolist.
Midori gaf haar eerste optreden toen ze zeven jaar oud was. Ze speelde toen een van de 24 caprices van Paganini. Ze verhuisde samen met haar moeder naar New York in 1982 en nam les bij Dorothy DeLay aan de Juilliard School. Tijdens haar auditie speelde ze de meer dan dertien minuten lange partita nr. 2 van Bach, de Chaconne, in zijn geheel (in het algemeen wordt dit stuk beschouwd als een van de moeilijkste vioolstukken die ooit geschreven zijn). In datzelfde jaar maakte ze haar debuut bij het New York Philharmonic onder leiding van Zubin Mehta, met wie ze de nodige concerten zou opnemen. In 1986 vond haar legendarische optreden in Tanglewood plaats. Leonard Bernstein, de dirigent knielde voor haar, en de volgende dag had de New York Times de volgende kop op de voorpagina: "Meisje van 14 verovert Tanglewood met 3 violen." (ze brak twee maal de e-snaar van de viool en moest evenzovele keren een andere lenen).

## Midori & Friends
Toen ze 15 was besloot ze Juilliard te verlaten en vormde Midori & Friends, een organisatie zonder winstoogmerk die ten doel heeft muziekonderwijs van hoge kwaliteit te geven aan de kinderen van de binnenstad van New York. In 2001 kreeg Midori de prestigieuze Avery Fisher Prize, een prijs die wordt uitgereikt aan musici van uitzonderlijke kwaliteit. Met het geld dat aan de prijs verbonden was startte ze de stichting Partners in Performance. In de daaropvolgende jaren richtte Midori twee andere projecten op, het University Residencies Program en het Orchestra Residencies Program.
In 2000 studeerde Midori magna cum laude af aan New York University`s Gallatin School waar ze psychologie gestudeerd had, en verwierf een paar jaar later een Master's Degree in psychologie aan de NYU. Midori geeft momenteel leiding aan de afdeling strijkinstrumenten van de Thornton School of Music van de University of Southern California.
Midori speelt op de Guarnerius del Gesu "ex-Huberman" viool, die ze in bruikleen heeft van de Hayashibara Foundation.

## Discografie
- Paganini: 24 caprices voor viool, op.1
- Bartók: vioolconcerten nr.1, en 2
- Midori "Live At Carnegie Hall"
- Dvořák: vioolconcert in a mineur, op. 53, en de romance in f mineur, op. 11, en de Carnival Overture, op. 92
- Encore!
- Sibelius: vioolconcert in d mineur, op. 4; Bruch: Schotse fantasie op. 46
- Franck: sonate voor viool en piano in A majeur; Elgar: sonate voor viool en piano in e mineur, op. 82
- Tsjaikovski: vioolconcert in D majeur, op. 35;  Sjostakovitsj: vioolconcert nr.1 in a mineur
- Mozart: sinfonia concertante in E majeur, KV. 364/320d, en vioolconcert in D majeur, KV. Anh. 56 (315f)
- Poulenc: sonate voor viool en piano; Debussy: sonate voor viool en piano in g mineur; Saint-Saëns: sonate nr.1 in d mineur voor viool en piano, op. 75
- Midori's 20th Anniversary CD
- Mendelssohn: vioolconcert in E minor, Op. 64, Bruch: Vioolconcert nr.1 in g mineur, op. 26